# أفق التربة

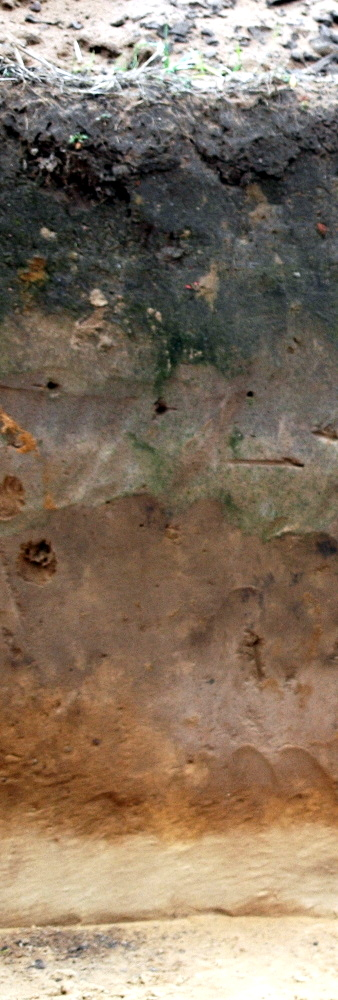
مقطع عرضي من التربة يكشف عن الآفاق

أفق التربة (بالإنجليزية: Soil horizon)، هو طبقة موازية لسطح التربة تختلف خصائصه الفيزيائية والكيميائية والبيولوجية عن الطبقات المتواجدة في أعلاه وتحته. يتم تعريف الآفاق في كثير من الحالات بسمات فيزيائية واضحة، خاصة اللون والملمس. يمكن وصف هذه بالمصطلحات المطلقة (مثل توزيع حجم الجسيمات للنسيج) ومن حيث نسبة المواد المحيطة، أي «خشن» أو «رملي» من من الأفق الأعلى منه أو الأسفل منه.
يشار إلى الآفاق أحيانًا بالرموز، والتي تستخدم في الغالب بطريقة هرمية. يشار إلى الآفاق الرئيسية بحروف كبيرة. وما يلحقها على شكل أحرف وأرقام صغيرة، حتى يتم تمييز الأفاق الرئيسية. هناك العديد من الأنظمة المختلفة لرموز الأفاق في العالم.
في معظم أنظمة تصنيف التربة، يتم استخدام الآفاق لتحديد أنواع التربة. يستخدم النظام الألماني تسلسل أفق كامل للتعريف. قد تكون هناك حاجة إلى بعض خصائص التربة الأخرى لتحديد نوع التربة. بعض التربة ليس لديها تطور واضح في الآفاق.
أفق التربة بالمعنى الضيق هو نتيجة لعمليات تشكيل التربة (تكون التربة). الطبقات التي لم تخضع لمثل هذه العمليات قد تسمى ببساطة «طبقات». يستخدم بعض علماء التربة طبقة الكلمة بطريقة أكثر عمومية، بما في ذلك الآفاق.